# Solid State Drive
 Der er for få eller ingen kildehenvisninger i denne artikel, hvilket er et problem. Du kan hjælpe ved at angive troværdige kilder til de påstande, som fremføres i artiklen.

Solid State Drive (SSD) er et lagringsmedie, som via integrerede kredsløb af hukommelseskomponenter benyttes til vedvarende datalagringer.  De benyttede hukommelseskomponenter som benyttes i SSD'er kan eksempelvis være RAM eller i moderne SSD'ere flashhukommelse. SSD'er kan være et alternativ eller et supplement til harddiske i computere eller benyttes som lagringsmedie i andre elektroniske enheder.

## Fordele
Fordele ved anvendelse af SSD i forhold til en harddisk:
- hurtig opstart - en harddisk skal spinne op før den kan anvendes
- Ingen støj
- Robust
- Lavt strømforbrug
- Lav søgetid
- Lav varmeudvikling

## Ulemper
Ulemper ved anvendelse af SSD i forhold til en harddisk, anno 2010:
- Produktionsomkostningerne pr. GB-lagerplads er væsentlig højere end for en harddisk.
- Mister ydelse med tiden på grund af slitage, blandt andet bliver skrive- og læsehastighed nedsat.
- Risiko for datatab ved pludselige strømafbrydelser.